# Transaxle
Transaxle — англоязычный технический термин, подразумевающий агрегат трансмиссии легкового автомобиля, когда коробка передач и главная передача собраны в едином корпусе (картере). Также в едином блоке с коробкой передач и главной передачей может находиться и сцепление, но для transaxle это не является правилом. Для переднемоторных переднеприводных автомобилей, заднемоторных заднеприводных автомобилей и автомобилей с задней среднемоторной заднеприводной компоновкой компоновка трансмиссии по схеме Transaxle является канонической, и случаи отступления от неё единичны (к ним относятся, например, переднеприводные Oldsmobile Toronado и Cadillac Eldorado шестого-девятого поколений, построенные на одной платформе). В автомобилях с классической компоновки, как правило, коробка передач расположена у двигателя, далеко от главной передачи. Однако некоторые автомобили такой компоновки используют Transaxle вместо канонической схемы целью оптимизацией развесовки машины. Исторически Transaxle применяется на псевдоспортивных и гоночных автомобилях (примеры: Alfa Romeo Alfetta, Porsche 924) и даже применялась с 1976 по 1991 год на хетчбэках Volvo 343 и Volvo 345. Данная компоновка не применяется на автомобилях с полным приводом, где существуют главные передачи на всех осях. Исключением из этого правила является Nissan GT-R, где реализована схема с двумя приводными валами, один из которых передает мощность от двигателя к коробке передач, расположенной в задней части автомобиля, для привода задних колес, а второй — от коробки к передним колесам. Термин не имеет русскоязычного аналога, и в русскоязычном речевом обиходе используется в виде русифицированой транскрипции с английского — «трэнсэ́ксл» или «трансэ́ксл».
|  |  |  |  |